# Anthurium scandens
Anthurium scandens är en kallaväxtart som först beskrevs av Jean Baptiste Christophe Fusée Aublet, och fick sitt nu gällande namn av Adolf Engler. Anthurium scandens ingår i släktet Anthurium och familjen kallaväxter.

## Underarter
Arten delas in i följande underarter:
- A. s. pusillum
- A. s. scandens

## Bildgalleri

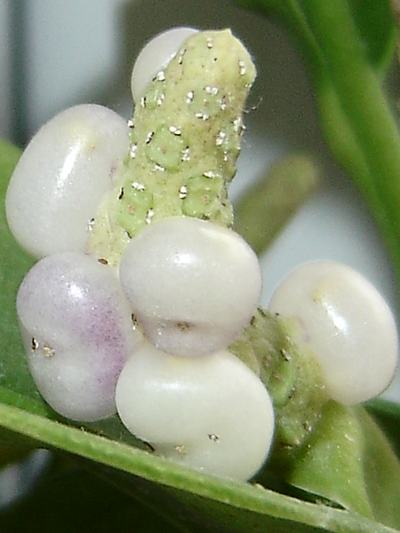